# توماس سونرگارد
توماس سونرگارد (دانمارکی: Thomas Søndergård؛ زادهٔ ۴ اکتبر ۱۹۶۹) موسیقی‌دان، رهبر ارکستر، نوازندهٔ سازهای کوبه‌ای و استاد موسیقی اهل دانمارک است.
وی دانش‌آموختهٔ «آکادمی سلطنتی موسیقی دانمارک» و از سال ۲۰۱۸ رهبر ارکستر ملی سلطنتی اسکاتلند است.